# Dexter Morgan
Dexter Morgan (geboortenaam Moser) is een personage in een boekenreeks van Jeff Lindsay, bestaande uit Darkly Dreaming Dexter (2004), Dearly Devoted Dexter (2005), Dexter in the Dark (2007) Dexter by Design (2009), Dexter is Delicious (2010) en Double Dexter (2011). In 2006 ontstond uit het eerste boek de televisieserie Dexter.
Dexter is een forensisch bloedspatonderzoeker die voor het Miami Police Department werkt; in zijn vrije tijd is hij een seriemoordenaar die het gemunt heeft op andere moordenaars die volgens hem aan gerechtigheid ontsnapt zijn. Hij volgt hierbij een uitgebreide deontologische code die zijn vader Harry Morgan hem tijdens zijn jeugd heeft aangeleerd. Dexter moet zich aan twee voorwaarden houden: hij mag enkel iemand vermoorden als hij voldoende bewijzen tegen die persoon vindt, en hij moet alle sporen zorgvuldig uitwissen zodat hij nooit gevat kan worden.
Het eerste seizoen van de televisieserie was sterk gebaseerd op het eerste boek , Darkly Dreaming Dexter, maar nadien ging de serie een eigen koers varen met verhaallijnen die ver verwijderd liggen van de boekenreeks.
In de televisieserie wordt Dexter gespeeld door Michael C. Hall. In 2009 won hij een Golden Globe award voor de vertolking van Dexter in het vierde seizoen van de serie.

## Karakter

### Psychologisch profiel
Sinds zijn jeugd voelt Dexter een drang om te moorden, die hem wordt ingefluisterd door een innerlijke stem die hij "the Dark Passenger" noemt. Hij houdt zich aan een ethische code die hem werd opgelegd door zijn adoptievader Harry Morgan, die zegt dat hij enkel mensen mag vermoorden die zelf moorden op hun geweten hebben.
Dexter beschouwt zichzelf als emotioneel afgesloten van de rest van de mensheid. Vaak refereert hij naar een innerlijk gevoel van leegheid en zegt hij dat hij moordt om zich levendig te voelen. Hij zegt dat hij geen gevoelens of geweten heeft, en dat al zijn emotionele reacties een deel zijn van een goed ingestudeerde rol om zijn ware aard te verbergen. Hij heeft geen interesse in romantiek of seks en beschouwt zijn relatie met zijn vriendin (en later vrouw) Rita Bennett als een onderdeel van zijn dekmantel.
Vreemd genoeg houdt Dexter wel van kinderen; hij vindt ze veel interessanter dan hun ouders. Dit zorgt ervoor dat Dexter bijzonder wraaklustig kan zijn wanneer zijn slachtoffers het op kinderen gemunt hadden. Zijn band met Rita's kinderen, Astor en Cody, overschaduwt vaak zijn relatie met Rita. In de boekenreeks bijvoorbeeld, blijft Dexter enkel samen met Rita omdat hij merkt dat haar kinderen dezelfde sociopathische trekjes beginnen vertonen als hijzelf op hun leeftijd, en dit onder controle wil krijgen op dezelfde manier als Harry bij hem deed. In de televisieserie wijkt Dexter af van zijn dierbare code door een pedofiel te vermoorden die contact zoekt met Astor.
Af en toe gedraagt Dexter zich op een manier die doet uitschijnen dat hij toch een lichte binding met de mensheid heeft. Hij is trouw aan zijn familie en aan zijn adoptievader Harry in het bijzonder. Hij zou zijn adoptiezus Debra nooit kwaad kunnen doen (of iemand anders daar de kans toe geven), omdat hij gek is op haar. In de eerste aflevering zegt Dexter dat hij voor niets of niemand gevoelens heeft, maar dat als hij er wel zou kunnen hebben, ze voor haar zouden zijn. Later in de reeks ontwikkelen Dexters' menselijke behoeften zich verder. Aan het einde van seizoen 2 geeft hij eindelijk toe dat hij niet zonder zijn naasten zou kunnen.
In seizoen 4, wanneer hij een vrouw wil vermoorden die haar eigen man en dochter vermoord heeft, realiseert Dexter zich dat hij zijn familie niet wil verliezen. Wanneer aan het einde van dat seizoen Rita vermoord wordt, komt Dexter tot het besef dat hij werkelijk van haar hield en rouwt hij erg om het verlies.

### Modus operandi
De modus operandi van Dexter zorgt er niet alleen voor dat hij een maximum aan opwinding verkrijgt uit het vermoorden van zijn slachtoffers, maar zorgt er ook voor dat er een minimum aan sporen achterblijft. Dexter kiest zijn slachtoffers uit volgens de door zijn adoptievader opgelegde "code" en onderzoekt eigenhandig of ze moordenaars zijn of niet, waarna hij ze (enkel in de televisieserie) opzoekt om na te gaan of ze opnieuw zullen moorden. Daarna zoekt hij een ruimte die vaak symbolisch in verbinding staat met het slachtoffer, om hem te vermoorden. Hij overdekt alles met plasticfolie, zodat bloedsporen onmogelijk zijn. Meestal hangt hij ook foto's en bewijsstukken op van de misdaden die zijn slachtoffers hebben begaan.
Het ontvoeren van zijn slachtoffers gebeurt verschillend in de boekenreeks en de televisieserie. In de serie benadert Dexter gewoonlijk zijn slachtoffers langs achteren en spuit hij hen een anestheticum in, waardoor ze tijdelijk buiten bewustzijn raken. Soms neemt hij hen ook in een wurggreep om de bloedstroom naar de hersenen af te snijden. In de boeken (en in de eerste aflevering van de serie), verstopt hij zich op de achterbank van de auto van zijn slachtoffers en wikkelt hij een vislijn om hun keel. Hij dreigt er dan mee hen te verstikken als ze niet met hem tot aan de moordplaats rijden. Eens daar aangekomen, worden ze alsnog door hem verdoofd. In de boeken draagt Dexter altijd een masker om niet herkend te worden; in de serie draagt hij geen masker, wat hem meermaals in gevaarlijke situaties brengt.
Wanneer de slachtoffers wakker worden, zijn ze naakt en vastgebonden aan een tafel met plasticfolie en eventueel ducttape. Tenzij hij het al voordien heeft gedaan, confronteert Dexter zijn slachtoffers met de bewijsstukken van hun eigen misdaden. In de boeken worden ze meestal uitgebreid gemarteld met verschillende messen; in de serie houdt Dexter het meestal op één fatale steek in het hart of de nek. Afhankelijk van zijn slachtoffer past hij soms zijn methode aan.
Vlak voor de moord maakt Dexter met een scalpel een snede in de rechterkaak van zijn slachtoffer, om een bloedstaal te bekomen als "trofee". In de televisieserie houdt hij deze stalen zorgvuldig bij in een houten klasseerdoosje, dat hij verbergt in zijn airconditioner; in de boekenreeks steekt hij de staaltjes in een doos die op zijn boekenkast staat.
Uiteindelijk snijdt hij de lichamen van zijn slachtoffers in stukken en steekt hij ze samen met de gebruikte plasticfolie in biologisch afbreekbare vuilniszakken. Vervolgens steekt hij er een aantal stenen bij en sluit hij ze af met ducttape. Hij neemt de zakken mee op zijn boot en laat ze verdwijnen door ze op zee overboord te gooien.

### Levensloop
Aan het begin van het verhaal weet Dexter maar weinig over de periode die voorafging aan zijn adoptie door politieman Harry Morgan en zijn vrouw Doris. Harry vertelt Dexter dat zijn ouders zijn gestorven in een auto-ongeval. Als Dexter zeven jaar is, ontdekt Harry dat zijn zoon de huisdieren van de buurman heeft vermoord. Hij komt tot de constatering dat Dexter een sociopaat is met een onweerstaanbare drang om te moorden en besluit om hem in een "positieve" richting te sturen als bedachtzame moordenaar van moordenaars die aan justitie zijn ontsnapt en het dus "verdienen" om te sterven. Doris sterft als Dexter 16 is, vier jaar later sterft ook Harry.
Zowel in de televisieserie als in het eerste boek wordt Dexters verleden bijna volledig uit de doeken gedaan. Dexter werd geboren als het buitenechtelijk kind van een jonge vrouw, genaamd Laura (Laura Moser in de serie). In de boekenreeks was Laura betrokken in de illegale drugshandel. In de serie was ze een politie-informante voor Harry en zijn geheime minnares. Dexters vader (genaamd Joseph Driscoll in de serie) zat in de US Army en diende in de Vietnamoorlog, maar werd later een drugsverslaafde crimineel. Dexters ouders hebben ook een oudere zoon Brian. Op een dag waren Dexter en zijn broer getuige van de brutale moord op hun moeder door drie drugdealers. De broers bleven twee dagen verwaarloosd achter, zittend in een grote plas bloed. Harry adopteerde de toen drie jaar oude Dexter, terwijl Brian in een weeshuis belandde.
Dexter kan zich de moord op zijn moeder niet herinneren, totdat hij op een dag wordt opgeroepen voor een uitzonderlijk bloederige moord, klaarblijkelijk gepleegd door zijn broer Brian, die zich ook als seriemoordenaar ontwikkeld heeft. In de boekenreeks vlucht Brian de stad uit nadat hij Dexters baas Maria LaGuerta heeft vermoord, maar keert hij terug in Dexter is Delicious. In de televisieserie komt het niet zo ver (LaGuerta wordt niet vermoord), aangezien Dexter zijn broer vermoord uit angst dat die Debra en andere onschuldige mensen zou vermoorden.

## Ontwikkeling in de boekenreeks

### Darkly Dreaming Dexter (Dexters Duistere Dromen)
Doris Morgan, zijn adoptiemoeder, sterft aan kanker als hij 16 is. Wanneer Dexter in de puberteit komt, merkt hij dat hij ongeïnteresseerd is in seks en vraagt hij hulp aan zijn vader om met vrouwen te kunnen omgaan.
Harry wordt ernstig ziek wanneer Dexter 18 is en belandt in een ziekenhuis, waar hij ontdekt dat een van de verpleegsters patiënten vermoordt door hen een overdosis morfine toe te dienen. Harry geeft Dexter de "toelating" om haar te vermoorden; ze wordt Dexters eerste slachtoffer.
Brian ontmoet Dexter in een container die lijkt op diegene uit hun jeugd, en vertelt hem wat er met hun moeder is gebeurd. Hij zegt dat een van de lichamen naast dat van hun moeder mogelijk hun vader was.
Aan het einde van het boek komt Deborah achter het geheim van Dexter, nadat hij haar uit de handen van Brian heeft gered. Ze lijkt zijn leven als seriemoordenaar te accepteren, maar in de volgende boeken blijkt ze het steeds moeilijker te krijgen om een balans te vinden tussen haar plicht als politievrouw en haar loyaliteit tegenover Dexter, die ze als een echte broer beschouwt en dolgraag ziet. (Deze ontwikkeling is er niet in de televisieserie, waar Deborah onwetend blijft over Dexters "hobby".)

### Dearly Devoted Dexter (Dexter's Donkere Demonen)
Doakes vermoedt dat Dexter betrokken is bij de moord op LaGuerta en begint hem te schaduwen. Door een reeks moorden worden Doakes, Deborah en Dexter echter gedwongen om samen te werken en wordt het verleden van Doakes blootgelegd.
Door de argwaan van Doakes voelt Dexter zich verplicht om meer tijd door te brengen met Rita en de kinderen. Wanneer ze de ring van FBI-agent Kyle Chutsky in de broekzak van Dexter vindt, denkt Rita dat Dexter haar ten huwelijk wil vragen. Ze zegt meteen 'ja', voordat Dexter kan duidelijk maken waar het echt om gaat.
Deborahs beginnende relatie met Chutsky wordt verstoord wanneer hij wordt ontvoerd door "Dr. Danco", een psychopate chirurg die de ledematen van zijn slachtoffers verwijdert en hun zintuigen uitschakelt, waarna hij hen als "levende dode" achterlaat. Dexter kan hem redden, maar intussen heeft Danco al zijn rechterarm en -been geamputeerd.

### Dexter in the Dark (Dexter Tast In Het Duister)
In het derde boek wordt het een en ander duidelijk over Dexters zogenaamde "Dark Passenger". Dexter aanvaardt ook eindelijk zijn rol als stiefvader en gaat daar bijzonder ver in. Hij begint zich bijvoorbeeld luidop af te vragen of Cody wel zijn tanden heeft gepoetst voor hij is gaan slapen, en of Astor zich wel goed gekleed heeft voor de schoolfotograaf. Dit alles leidt hem af van de jacht op zijn nieuwste slachtoffer, wat hem uiteraard irriteert.

### Dexter by Design (Dexter's Sinistere Schepping)
Het verhaal begint in Parijs, waar Dexter en Rita op huwelijksreis zijn. Tijdens een bezoek aan een kunstgalerij maken ze kennis met een vreemde kunstvorm waarbij lichaamsdelen worden gebruikt. Als ze terug zijn in Miami kruisen twee nieuwe vijanden het pad van Dexter: een verdachte rechercheur en een nieuwe seriemoordenaar die het op toeristen gemunt heeft.

### Dexter is Delicious
Terwijl hij zijn dochtertje Lily-Anne opvoedt, vraagt Dexter zich af of hij door haar komst weer menselijk kan worden. Brian Moser, Dexters' broer en ook een seriemoordenaar, keert terug in het leven van Dexter en zijn familie.

## Dexter in de televisieserie

### Seizoen 1
Bij de start van seizoen 1 leidt Dexter een stabiel leven als bloedspatonderzoeker voor de Miami Metro Police overdag, een rituele seriemoordenaar 's nachts. Door zijn collega's wordt hij gezien als een joviale, maar eigenzinnige man. Er is slechts één persoon, brigadier James Doakes, die vermoedt dat hij een donkere kant heeft.
In zijn privéleven heeft Dexter een zeer sterke band met zijn zus Deb(ra) en is inmiddels een 'relatie' met Rita aangegaan, zodat hij minder opvalt dan wanneer hij zich zou afzonderen. Hij is als een vader voor haar kinderen Astor en Cody want hij heeft een zwak voor kinderen. In haar vorige huwelijk werd Rita mishandeld, waardoor ze nu bang is voor intimiteit. Dit maakt haar tot de ideale vriendin voor de aseksuele Dexter.
Er duikt ineens een seriemoordenaar in Miami op die het op prostituees gemunt heeft. Hij laat zijn slachtoffers als cadeautjes bloedloos en in stukken achter. Dexter helpt zijn zus naar de afdeling moordzaken overgeplaatst te krijgen door haar naar een ijswagen te laten zoeken na de ontdekking dat de lichaamsdelen bij het vinden nog koud aanvoelden. Na 's nachts een van zijn eigen slachtoffers in zee geworpen te hebben achtervolgt Dexter de bewuste vrachtwagen die 'toevallig' langs zijn auto rijdt. Hij krijgt de schrik van zijn leven als de ijswagen keert voor een afgesloten weg en er een hoofd op zijn auto wordt gegooid dat ontbrak bij een gevonden lichaam. Uiteindelijk vindt Debra de wagen met als verrassing een blok ijs in het koelgedeelte dat de vingertoppen van een van de vermoorde prostituees bevat. Hierdoor krijgt de moordenaar de bijnaam 'icetruck killer'.
Na het vinden van een lichaam in een ijshockey-arena wordt een nachtwaker ten onrechte aangezien als de moordenaar. Dit verandert al snel als er lichaamsdelen van de bewuste man opduiken. Dexter merkt dat de moordenaar in eerste instantie subtiele sporen nalaat door foto's uit zijn jeugd uit te beelden met o.a. de hand en voet van de vermiste bewaker en ontdekt daarnaast dat de ontvoerde man nog in leven moet zijn.
Wanneer blijkt dat de 'icetruck killer' ook in Dexter's appartement geweest is en nog belangrijker zijn geheim ontdekt en daarbij ook een cadeau in de vorm van een barbiepop als puzzelstukjes heeft achter gelaten wordt Dexter pas echt nieuwsgierig vooral wanneer blijkt dat de nagels net als bij de vingertoppen in ijs met verschillende kleuren nagellak zijn gelakt.
Door een bezoek van Rita komt Dexter achter de verblijfplaats van de vermiste nachtwaker maar in plaats van de man om te brengen laat hij een anoniem bericht achter voor zijn zus waardoor zij degene is die de vondst en dus de uiteindelijke redding doet. Bij het ziekenhuisbezoek aan de bewaker komt Debra in contact met Rudy die protheses voor de man gaat maken. Ze valt uiteindelijk als een blok voor hem.
Intussen blijft Dexter voortdurend op zoek naar nieuwe slachtoffers die binnen zijn vaders "code" passen om zijn drang naar moorden en het vloeien van bloed te stillen.
Omdat Rita langzamerhand over haar angst voor intimiteit durft te stappen denkt Dexter eraan om de relatie te beëindigen, uit angst dat ze zijn lege persoonlijkheid zal ontdekken wanneer ze met elkaar zouden slapen.
Echter door een aantal sessies bij psycholoog Emmett Meridan, een van zijn beoogde slachtoffers lukt het hem zijn drang naar controle los te laten. Onmiddellijk gaat hij naar Rita en de twee belanden eindelijk met elkaar in bed. Geheel tegen zijn verwachting in wil Rita meer en heeft hij ineens een echte relatie. Er zijn door de behandeling echter ook onderdrukte traumatische herinneringen naar boven gekomen van een kleine jongen wat Dexter maar moeilijk kan bevatten en uit balans brengen.
Inmiddels is Rita's (bijna) ex-man vervroegd vrij gekomen en zorgt bij haar voor extra spanningen. Ook wordt er een nieuwe verdachte aangehouden die naar later blijkt onterecht een bekentenis heeft afgelegd.
Daarnaast blijkt Rudy toch wel heel veel met de 'ice-truckkiller' te maken te hebben...
...
Op een dag krijgt Dexter een officieel bericht dat een man genaamd Joheph Driscoll hem middels een testament een huis heeft nagelaten. Uiteindelijk blijkt door een DNA-test dat dit inderdaad zijn biologische vader is. Debs vriend, Rudy, staat er op dat ze Dexter en Rita helpen om de waarheid te achterhalen. Dexter gelooft niet dat Driscoll zijn vader is, totdat hij ontdekt dat ze dezelfde zeldzame bloedgroep AB- hebben. Later blijkt dat Rudy hem vermoord heeft met een overdosis insuline.
Intussen neemt de rivaliteit van Dexter tegenover Rita's voorwaardelijk vrijgekomen ex-man Paul toe. Dexter slaat Paul in elkaar en spuit hem wat heroïne in. Tijdens een verplichte drugtest (een van zijn voorwaarden) test Paul positief en belandt hij terug in de gevangenis.
Dexter wordt opgeroepen om een hotelkamer te onderzoeken waar bloed van meerdere personen is aangetroffen. Het beeld bezorgt hem een paniekaanval en roept wederom verschillende herinneringen op van zichzelf als kind, zittend in een plas bloed. Tijdens zijn onderzoek ontdekt hij dat hij als kind getuige was van de moord op zijn moeder.
Intussen wordt Deb ontvoerd door de "Ice Truck Killer", die niemand minder dan haar verloofde Rudy blijkt te zijn. Het seizoen eindigt in Dexters' geboortehuis. Dexter herkent er Rudy als "Biney" (de bijnaam die hij als kind aan Brian gaf), zijn verloren broer. Brian stelt hem voor om samen te beginnen moorden, en leidt hem naar Deb, die vastgebonden klaarligt als hun eerste slachtoffer. Dexter wil zijn adoptiezus redden en in een schermutseling ontkomt Brian vlak voordat de collega's de garage binnenvallen. Deb, die verdooft was en nauwelijks beseft wat er gebeurde, roept Dexter tot held uit.

### Seizoen 2
Na de moord op Brian wil Dexter zo snel mogelijk weer aan de slag als seriemoordenaar, maar verschillende gebeurtenissen werken hem tegen in zijn plannen. Debra, die getraumatiseerd is sinds haar ontvoering door de "Ice Truck Killer", komt bij Dexter inwonen. Bovendien wordt Doakes' vermoeden over Dexters' connectie met de "Ice Truck Killer" een obsessie en hij begint hij hem overal te achtervolgen. Net wanneer Dexter eindelijk weer een kans ziet om een moord te plegen, worden meer dan 30 lichamen gevonden in de haven van Miami, waardoor er een grote zoektocht ontstaat naar de zogenaamde "Bay Harbor Butcher".
Rita komt erachter dat Dexter voortdurend tegen haar liegt en concludeert (ook gezien zijn onverklaarbaar gedrag) dat hij heroïneverslaafd is. Dexter bevestigt het verhaal om zijn ware aard te verbergen en wordt door Rita naar een hulpgroep voor drugsverslaafden gestuurd, waar hij Lila Tournay ontmoet. Ze overtuigt hem om zijn verleden te verkennen. Na verloop van tijd beginnen de twee een verhouding en wordt Dexter door Rita gedumpt. Uiteindelijk neemt Dexters verlangen om bij Astor en Cody te zijn de bovenhand en smeekt hij Rita om hem een nieuwe kans te geven. Ze gaat akkoord.
Doakes' argwaan neemt wat af wanneer hij het nieuws hoort over Dexters drugsverslaving, maar na verloop van tijd begint hij te vermoeden dat dit gewoon een dekmantel is voor een erger geheim. Wanneer Doakes steeds dichter bij de waarheid lijkt te komen, besluit Dexter op het werk een onderlinge vechtpartij uit te lokken, waardoor Doakes geschorst wordt. Doakes stort zich volop op zijn obsessie en betrapt Dexter uiteindelijk met een lijk. Dexter neemt Doakes gevangen en zet alles in het werk om zijn eigen misdaden in de schoenen van Doakes te schuiven. Lila, die Dexter stalkt, ontdekt de blokhut waar Dexter Doakes gevangen houdt en blaast deze op (met Doakes er in) om Dexter te beschermen. De politie treft Doakes' verkoolde lichaam aan omringd door Dexters' moordtuigen, en besluit dat hij de "Bay Harbor Butcher" was, tot grote opluchting van Dexter.
Dexter doet alsof hij samen met Lila wil vluchten, maar ze ontdekt al snel dat zij zijn volgende slachtoffer zal worden. Ze besluit om Astor en Cody te ontvoeren. Wanneer Dexter hen bij haar thuis vindt, sluit Lila hen op en steekt ze het huis in brand. Dexter slaagt erin zichzelf en de kinderen te redden en volgt Lila naar Parijs, waar hij haar vermoordt.

### Seizoen 3
Dexter weet zijn leven te stabiliseren, totdat blijkt dat Rita zwanger is. Ze overwegen om de zwangerschap af te breken, totdat Rita besluit dat ze het kind hoe dan ook wil houden, met of zonder Dexter als vader. Dexter vreest dat hij een slechte vader zal zijn en denkt eraan Rita te verlaten, totdat Debra hem ervan overtuigt dat hij de ideale papa zou zijn. Na enkele mislukte huwelijksaanzoeken, geeft Rita eindelijk haar jawoord, met toestemming van haar kinderen.
Intussen, nadat hij een onbekende man vermoordt tijdens zijn jacht op drugdealer Freebo, ontstaat er een ongelukkige vriendschap tussen Dexter en de broer van die man, Miguel Prado, een geliefde assistent-procureur. Op de nacht dat Dexter de moord op Freebo pleegt, loopt Prado hem per toeval tegen het lijf. Dexter zit helemaal onder het bloed en zegt dat hij Freebo uit zelfverdediging heeft gedood. Ook Prado komt onder het bloed te zitten en geeft zijn bebloede T-shirt aan Dexter als bewijs dat hij hem niet zal verklikken. De twee mannen worden beste vrienden en Dexter vraagt Prado zelfs als getuige op zijn huwelijk. Al snel komt Prado te weten dat Dexter een seriemoordenaar is en beginnen ze samen te moorden volgens de "Code". Wanneer Prado van de regels wil afwijken om een professionele rivale te vermoorden, komt hij lijnrecht tegenover Dexter te staan. Dexter besluit Prado te vermoorden.
Nadat hij heeft afgerekend met Freebo, wordt Dexter op de dag van zijn huwelijk ontvoerd door "The Skinner", een seriemoordenaar die op zoek is naar Freebo. Dexter kijkt de dood in de ogen, maar blijft vechten uit verlangen zijn zoon te zien opgroeien. Hij kan zich bevrijden en breekt de nek van "The Skinner", waarna hij zijn lichaam voor een aankomende politiewagen gooit. Nu Prado dood is, wordt Deb de getuige van Dexter en trouwen hij en Rita in de seizoensfinale.
Tijdens het verloop van dit seizoen, vermoordt Dexter drie mensen die niet voldoen aan de "Code": Oscar Prado, uit zelfverdediging, Nathan Marten, een pedofiel die Astor stalkte, en kennis Camilla Fig, die terminaal ziek is en hem vraagt om haar van de pijn te verlossen.

### Seizoen 4
Dexter slaapt nog nauwelijks sinds hij zijn reeds aanwezige familiale verplichtingen moet combineren de geboorte van de kleine Harrison. Sinds vorig seizoen heeft hij geen moord meer gepleegd. Dexter krijgt het steeds moeilijker om zijn geheime leven te behouden en hij komt tot conflicten met zowel Rita als Astor, die stilaan in de puberteit komt. Rita dringt aan om in relatietherapie te gaan.
Na zijn eerste moord van dit seizoen, valt Dexter tijdens het rijden in slaap en krijgt hij een ongeval. Door het hieraan gekoppelde tijdelijke geheugenverlies, kan hij zich niet herinneren waar het lijk is. Hij is verplicht om al zijn stappen na te gaan en zo het lichaam op te sporen om het alsnog te doen verdwijnen. Nadat een bevriende FBI-agent, Frank Lundy, wordt vermoord, opent Dexter de jacht op de zogenaamde "Trinity Killer", die al 30 jaar lang het land teistert met rituele moordpartijen. Dexter is vastberaden de seriemoordenaar te vinden en vermoorden voordat de politie hem vindt. Hij is geschokt wanneer hij ontdekt dat "Trinity" eigenlijk Arthur Mitchell, een gerespecteerde familieman is. Dexter introduceert zichzelf onder het pseudoniem Kyle Butler in het privéleven van Mitchell, om erachter te komen hoe hij erin slaagt de balans te vinden tussen zijn familiale verplichtingen en zijn geheime leven als seriemoordenaar. Dexter stelt om die reden de moord verschillende keren uit, en redt Mitchell zelfs tijdens een zelfmoordpoging. Dexter komt er al snel achter dat hij Mitchell verkeerd ingeschat heeft; wanneer hij een namiddag met de familie Mitchell doorbrengt, komt hij erachter dat zijn mogelijke mentor eigenlijk een tiran is die een schrikbewind voert binnen zijn eigen gezin. Dexter vreest dat hij op termijn net zoals Mitchell zal worden en wil zijn "Dark Passenger" voorgoed uitschakelen. Samen met Rita maakt hij plannen voor een uitgestelde huwelijksreis. Voor ze vertrekken, trekt Dexter er nog op uit om Mitchell te vermoorden, die nu elk moment door de politie kan worden gearresteerd. Dexter slaagt erin Mitchell te vermoorden voor hij Miami kan uitvluchten. Wanneer hij terug thuis komt, treft Dexter zijn vrouw Rita dood aan in de badkuip, terwijl Harrison in een plas bloed van zijn moeder zit; Rita was het laatste slachtoffer van Trinity. Dexter geeft zichzelf de schuld voor haar dood en vreest ervoor dat Harrison nu zo getraumatiseerd is dat hij later zoals hem zal worden.

### Seizoen 5
Dexter is de hoofdverdachte in de moord op Rita en krijgt het als alleenstaande vader steeds moeilijker om de "Dark Passenger" te bedaren. De verbitterde Astor maakt het hem er niet gemakkelijker op.
Het seizoen begint met een gechoqueerde Dexter die zich bijzonder schuldig voelt en verklaart dat verantwoordelijk is voor de dood van Rita. De FBI ontdekt echter dat Dexter op het moment van de moord samen met zijn collega's in het huis van Arthur Mitchell was. De dagen nadien komt Dexter bijzonder gevoelloos over en is hij niet in staat om enige vorm van emotie te tonen rond Rita's dood, waardoor Quinn vermoedt dat Dexter haar vermoord heeft omdat ze hem bedroog. Wanneer Dexter besluit om een nieuwe start te nemen, stuit hij op een ruige, brutale man die hem uitscheldt. In een vlaag van woede vermoordt Dexter hem. Harry verschijnt in een droombeeld en vertelt Dexter dat dit de eerste menselijke daad is die hij Dexter heeft zien doen sinds Rita gestorven is.
Verbitterd over de dood van hun moeder, gaan Astor en Cody weer bij hun grootouders wonen. Dexter heeft het hier moeilijk mee, maar besluit om verder te gaan met zijn leven door een nanny in te huren, die op de kleine Harrison (Dexter's biologische zoon) kan letten terwijl hij op zoek gaat naar een nieuw slachtoffer. Hij richt zich op Boyd Fowler, een bekende zedendelinquent en seriemoordenaar die in verband wordt gebracht met een heleboel vermiste vrouwen. Dexter vermoordt Fowler, maar wordt betrapt door Fowlers laatste slachtoffer, een jonge vrouw genaamd Lumen Pierce, die nog in leven is. Dexter ontfermt zich over Lumen en biedt haar onderdak.
Aanvankelijk vertrouwt ze Dexter niet, maar uiteindelijk komt Lumen tot het besef dat hij haar geen kwaad wil doen. Ze vertelt dat Boyd Fowler niet de enige man was die haar verkrachtte. Ze smeekt Dexter om haar te helpen wraak nemen op de andere daders. Met enige tegenzin gaat hij akkoord. De twee rekenen af met de kindertandarts en met het hoofd van de veiligheidsdienst van de beroemde groepspsycholoog Jordan Chase. Na verloop van tijd komen ze erachter dat ook Jordan Chase een van Lumens aanranders was.
Om de politie bezig te houden, zet Dexter ze op het spoor van Boyd Fowler. Om een beter idee te krijgen van de persoon waarmee hij en Lumen te maken hebben, bouwt Dexter persoonlijk contact op met Jordan Chase. Hij stoot op een foto die bewijst dat al de aanranders van Lumen (die ook schuldig zijn voor de foltering, verkrachting en moord op twaalf andere vrouwen) elkaar kennen sinds hun kindertijd.
Dexter ontdekt nadien ook een flacon met bloed, die Jordan steevast rond zijn nek draagt. Nadat hij er een staaltje van weet te ontfutselen, komt hij erachter dat het bloed toebehoord aan een zekere Emily, het eerste slachtoffer van de verkrachters. Lumen en Dexter zoeken haar op en overtuigen haar om de idententiteit van de mysterieuze vierde persoon op de foto te onthullen. Dexter geeft Lumen de toestemming om deze man, Alex, te vermoorden door hem in het hart te steken. Kort daarop beginnen Dexter en Lumen een relatie en besluiten ze hun jacht op Chase verder te zetten. Net wanneer ze van plan zijn hun slag te gaan slaan, ontdekt Dexter dat er camera's in zijn appartement hangen. Dexter vermoedt dat hij en Lumen bespioneerd worden door Quinn. Als hij de bestelwagen met de ontvangstapparatuur vindt en opent, wordt Dexter plots door Stan Liddy, die door Quinn is ingehuurd om Dexter te schaduwen, verdoofd met een taser. Als Liddy even later naar Quinn belt om Dexter te laten arresteren, valt Dexter hem aan. Dexter vermoordt Liddy uiteindelijk uit zelfverdediging, wanneer die hem probeert neer te steken.
Terwijl Dexter met Liddy afrekent, krijgt Lumen een telefoontje van Emily. Emily doet alsof ze vreest dat Jordan Chase wraak zal nemen en dreigt ermee de politie te verwittigen. Al snel wordt duidelijk dat dit een valstrik van Chase was om Lumen en Dexter te ontvoeren. Dexter keert terug naar zijn appartement en merkt dat Lumen verdwenen is. Hij komt Chase op het spoor nabij het kamp waar het groepje verkrachters jaren geleden begonnen is. Door een vlaag van emotie is Dexter onvoorzichtig en krijgt hij een ongeluk met zijn wagen in het bos, waarna hij gevangen wordt genomen door Chase. Chase brengt hem naar het gebouw waar hij Lumen gevangen houdt. Wanneer Chase op het punt staat hen te vermoorden, kan Dexter zichzelf bevrijden met een mes dat hij bij zich droeg en steekt hij het door Jordans voet in de vloer. Dexter maakt Lumen los en slaat Chase knock-out. Wanneer Jordan weer wakker wordt, laat Dexter hem door Lumen vermoorden. Even later, terwijl ze alles in gereedheid brengen om het lijk te verplaatsen, verschijnt Deb in het gebouw en ontdekt ze vlak bij het lichaam van Chase twee schimmen (Dexter en Lumen) achter een plastic zeil. Dexter en Lumen zitten als ratten in de val en blijven doodstil. Deb is ervan overtuigd dat de vrouw achter het zeil het laatste slachtoffer van de verkrachters is, samen met haar mannelijke handlanger. Deb zegt tegen de vrouw dat ze met haar meeleeft om wat ze heeft meegemaakt en tegen de man dat ze hem bewonderd. Zonder naar hun identiteit te vragen, waarschuwt Deb hen dat ze verplicht is haar collega's te verwittigen, en beveelt ze hen te vluchten voordat de politie arriveert.
Wanneer Dexter de volgende dag terugkeert van zijn werk, vertelt Lumen hem dat nu al haar aanranders dood zijn, ze niet langer de drang heeft om te moorden. Ze weet dat Dexter die drang wel altijd zal hebben, en wil terugkeren naar het leven dat ze had voordat ze werd ontvoerd. Het seizoen eindigt met Dexter, omring door vrienden en familie, op Harrisons' eerste verjaardagsfeest.

### Seizoen 6
Dexter gaat op zoek naar een kleuterschool voor Harrison, maar zijn atheïstische overtuiging komt steeds weer in botsing met de katholieke scholen in zijn omgeving. Ten einde raad vindt hij raad bij Brother Sam, een voormalig drugsverslaafde en moordverdachte. Tijdens zijn periode in de gevangenis vond hij het ware geloof terug, en tegenwoordig gebruikt hij zijn kennis om andere ex-gedetineerden bij te staan. Dexter ziet maar weinig in Sams religieuze overtuiging, maar het verwondert hem wel dat de man dankzij zijn geloof een danig goed pad is opgegaan. Uiteindelijk bewijst Sam zich ook als goede vriend wanneer hij Dexter bijstaat tijdens een risicovolle operatie bij Harrison.
Een tijdje later wordt Brother Sam neergeschoten in zijn garage. Dexter komt er al snel achter dat een vriend van Sam, Nick, verantwoordelijk is, en wil zich wreken. Op zijn sterfbed zegt Brother Sam dat hij Nick vergeeft, en hij vraagt Dexter dit ook te doen. Uiteindelijk besluit Dexter om Nick gewoon te confronteren met de feiten en hem te verplichten zich aan te geven. Nick lacht het hele verhaal weg, waarna Dexter furieus wordt en hem alsnog vermoordt. Na de daad, krijgt Dexter plots het gezelschap van zijn dode broer Brian.
Brian neemt een tijdje de plaats van Harry in als het "geweten" van Dexter. Hij overtuigt hem om Jonah, de zoon van Arthur Mitchell die nu mogelijk in de voetsporen van zijn vader is getreden, op te sporen. Dexter krijgt Jonah te pakken en wil hem vermoorden, maar deinst terug wanneer hij achter de ware toedracht van het gezinsdrama bij de Mitchells komt. Dexter is woedend op Brian, die hem bijna een onschuldige deed vermoorden. Hij kiest terug voor de "Code van Harry" en overtuigt Jonah ervan zichzelf te vergeven.
Intussen is Dexter ook bezig met het onderzoek naar "The Doomsday Killer", een seriemoordenaar die zijn daden pleegt analoog met de Openbaring van Johannes, een religieus boek. Dexter ontdekt dat de moorden gepleegd worden door twee personen: de fanatiek religieuze professor James Gellar en dienst assistent Travis Marshall. Dexter krijgt Marshall te pakken maar besluit hem uiteindelijk niet te vermoorden, aangezien hij denkt dat Marshall wel degelijk een geweten heeft, maar net zoals hijzelf langs het verkeerde pad geleid wordt. Dexter wil hem helpen zijn "dark passenger" te verdringen.
Na de dood van de zus van Travis, volgt Dexter hem naar een verlaten kerk, waar hij het diepgevrozen lichaam van Gellar aantreft. Het wordt hem al snel duidelijk dat Travis heel de tijd alleen handelde en dat Gellar onderdeel was van een meervoudige persoonlijkheidsstoornis. Nu hij gedwongen de dood van Gellar onder ogen heeft gezien, opent Travis de jacht op Dexter. Travis krijgt Dexter te pakken en plaatst hem in een van de dodelijke taferelen uit de Openbaring, maar Dexter overleeft. Wanneer Travis dit ontdekt, ontvoert hij de kleine Harrison om hem als Lam Gods te offeren tijdens een eclips die naar zijn overtuiging het einde van de wereld inzet. Dexter kan Harrison op het nippertje redden en ontvoert Travis naar de oude kerk. Net wanneer Dexter een mes in het hart van Travis plant, komt Debra binnen. De twee kijken elkaar verbijsterd aan.

## Lijst van slachtoffers
Dit is een chronologische lijst van alle moorden die Dexter in de serie heeft gepleegd. Aan het begin van seizoen 5 vertelt Dexter dat hij reeds 67 mensen heeft zien sterven.
| Personage                     | Acteur/Actrice                                | Reden voor moord | Aflevering                    |
| ----------------------------- | --------------------------------------------- | --- | ----------------------------- |
| Nurse Mary                    | Denise Crosby                                 | Vermoordde ten minste 3 zieke patiënten met overdosissen morfine en stond op het punt om Harry Morgan te vermoorden.                                     | 1.03 (flashback)              |
| Gene Marshall                 | Benton Jennings                               | Pyromaan die zeven mensen de dood in joeg. | 1.06 (flashback) Early Cuts 2 |
| Alex Timmons                  | Demetrius Grosse                              | Sniper die zeker 4 onschuldige kinderen doodschoot. | 1.06 (flashback) Early Cuts 1 |
| Cindy Landon                  | Julie Dolan                                   | Zwarte weduwe. Trouwde driemaal met oudere mannen om het geld en vermoordde hen in hun slaap                                                             | 1.06 (flashback) Early Cuts 3 |
| Juan Rinez                    | onbekend                                      | Vermoordde minstens één prostituee. | 2.10 (flashback)              |
| Marcetti                      | onbekend                                      | Onbekend, vermoedelijk een moordenaar. | 5.01 (flashback)              |
| Mike Donovan                  | Jim Abele                                     | Verkrachtte en vermoordde drie kinderen. | 1.01                          |
| Jamie Jaworski                | Ethan Smith                                   | Verkrachtte en vermoordde Jane Saunders in een snuff-film.                                                                                               | 1.01                          |
| Matt Chambers                 | Sam Trammell                                  | Vermoordde ten minste 3 mensen door hen tijdens dronken buien aan te rijden. Hij pleegde steeds vluchtmisdrijf.                                          | 1.02                          |
| Jorge & Valerie Castillo      | José Zúñiga & Valerie Dillman                 | Mensenhandelaars die klanten vermoordden die hun schulden niet konden afbetalen.                                                                         | 1.05                          |
| Emmett Meridian               | Tony Goldwyn                                  | Wist drie vrouwen zodanig te manipuleren dat ze zelfmoord pleegden.                                                                                      | 1.08                          |
| Brian Moser                   | Christian Camargo, Brandon Killham (als kind) | Dexter's broer. Hij vermoordde een groot aantal prostituees, Dexter's vader, en diens buurvrouw, en was ook van plan om Dexters zus Debra te vermoorden. | 1.12                          |
| Little Chino (Chino Gonzalez) | Matthew Willig                                | Bendeleider. Vermoordde mensen die tegen hem wilden getuigen.                                                                                            | 2.02                          |
| Roger Hicks                   | Don McManus                                   | Vermoordde twee vrouwen. | 2.03                          |
| Ken Olson                     | Silas Weir Mitchell                           | Geïnspireerd op de Bay Harbor Butcher rijdt hij een drugsdealer dood, en duwt een drugsgebruiker van de trap.                                            | 2.06                          |
| Santos Jimenez                | Tony Amendola                                 | Drugsdealer die onder meer Dexters moeder Laura Moser vermoordde.                                                                                        | 2.08                          |
| Jose Garza                    | onbekend                                      | Moordenaar en drugskoerier. | 2.10                          |
| Esteban & Teo Famosa          | Gilbert Saldivar & Wilmer Calderon            | Vermoord uit zelfverdediging. | 2.11                          |
| Lila Tournay / Lila West      | Jaime Murray                                  | Vermoordde haar ex-vriend en James Doakes. Ook probeerde ze Dexter, Astor en Cody te vermoorden.                                                         | 2.12                          |
| Oscar Prado                   | Nick Hermz                                    | Vermoord uit zelfverdediging. | 3.01                          |
| Fred "Freebo" Bowman          | Mike Erwin                                    | Vermoordde twee studentes. | 3.02                          |
| Nathan Marten                 | Jason Kaufman                                 | Pedofiel die Dexters stiefdochter Astor stalkte. | 3.03                          |
| Ethan Turner                  | Larry Sullivan                                | Vermoordde zijn vrouwen voor hun geld. | 3.05                          |
| Clemson Galt                  | Blake Gibbons                                 | Neo-nazimoordenaar | 3.06                          |
| Camilla Figg                  | Margo Martindale                              | Vroeg aan Dexter om haar te verlossen van de pijn van haar terminale kanker.                                                                             | 3.07                          |
| Miguel Prado                  | Jimmy Smits                                   | Vermoordde Ellen Wolf en was van plan om Maria LaGuerta te vermoorden.                                                                                   | 3.11                          |
| Jorge Orozco                  | Jesse Borrego                                 | Alweer een seriemoordenaar, maar Dexter moest hem deze keer vermoorden uit zelfverdediging, nadat hij door hem ontvoerd werd.                            | 3.12                          |
| Benito Gomez                  | Gino Aquino                                   | Sloeg twee mensen dood. | 4.01                          |
| Zoey Kruger                   | Christina Cox                                 | Vermoordde haar echtgenoot en hun dochtertje. | 4.04                          |
| Johnathan Farrow              | Greg Ellis                                    | Dexter dacht dat Farrow een seriemoordenaar was, maar bleek zich na de moord vergist te hebben: Farrows assistent was de echte dader.                    | 4.07                          |
| Stan Beaudry                  | Ian Patrick Williams                          | Vermoordde een prostituee. Dexter doet uitschijnen dat deze persoon de "Trinity Killer" was.                                                             | 4.11                          |
| Arthur Mitchell               | John Lithgow                                  | Seriemoordenaar (bijgenaamd de "Trinity Killer") die al meer de 30 jaar actief was.                                                                      | 4.12                          |
| Rankin                        | Brad Carter                                   | Maakte ongepaste opmerkingen over de dood van Rita. | 5.01                          |
| Boyd Fowler                   | Shawn Hatosy                                  | Serieverkrachter en moordenaar van twaalf vrouwen. | 5.03                          |
| Dan Mendell                   | Sean O'Bryan                                  | Serieverkrachter en moordenaar van twaalf vrouwen. | 5.06                          |
| Lance Robinson                | Chad Allen                                    | Vermoordde vier homoseksuele mannen. | 5.06                          |
| Cole Harmon                   | Chris Vance                                   | Serieverkrachter en moordenaar van twaalf vrouwen. | 5.08                          |
| Stan Liddy                    | Peter Weller                                  | Vermoord uit zelfverdediging. | 5.11                          |
| Jordan Chase / Eugene Greer   | Jonny Lee Miller                              | Serieverkrachter en moordenaar van twaalf vrouwen | 5.12                          |
| EMT Ben                       | Ben Turner Dixon                              | Ambulancebroeder laat mensen sterven om hun organen te kunnen verkopen                                                                                   | 6.01                          |
| EMT Roger                     | Grant Mathis                                  | Ambulancebroeder laat mensen sterven om hun organen te kunnen verkopen                                                                                   | 6.01                          |
| Joe Walker                    | John Brotherton                               | Moordenaar. | 6.01                          |
| Julio Benes                   | Luis Moncada                                  | Moordenaar. | 6.02                          |
| Walther Kenney                | Ronny Cox                                     | Seriemoordenaar. Trekt de tanden van zijn slachtoffers uit.                                                                                              | 6.03                          |
| Nick                          | Germaine De Leon                              | Vermoordde Brother Sam. | 6.06                          |
| Norm                          | Scott Michael Campbell                        | Bedreigt Dexter met een pistool, en eist 10.000 dollar voor zijn messen.                                                                                 | 6.07                          |
| Steve Dorsey                  | Kyle Davis                                    | Zelfverdediging. Dexter denkt dat het Travis Marshall is                                                                                                 | 6.10                          |
| Travis Marshall               | Colin Hanks                                   | Seriemoordenaar, Doomsdaykiller | 6.12                          |
| Viktor Baskov                 | Enver Gjokaj                                  | Vermoorde een stripper en een agent. | 7.01                          |
| Raymond Speltzer              | Matt Gerald                                   | Jaagt vrouwen op in een doolhof, om ze vervolgens te vermoorden.                                                                                         | 7.04                          |
| Onbekende huurmoordenaar      | David Fraioli                                 | Huurmoordenaar. Was tegelijkertijd met Dexter in Isaaks kamer om hem te vermoorden.                                                                      | 7.08                          |
| Oleg Mickic                   | Karl Herlinger                                | Huurmoordenaar. | 7.09                          |
| Clint McKay                   | Jim Beaver                                    | Hannah's vader. Hij probeert haar en Dexter af te persen voor 20.000 dollar.                                                                             | 7.09                          |